# Il marchio giallo
Il marchio giallo (in francese: Le Marque jaune) è il terzo racconto della serie a fumetti dedicata a Blake e Mortimer scritto e disegnato da Edgar Pierre Jacobs nel 1953-54.
È stato pubblicato in tavole settimanali su Le Journal de Tintin dal 5 agosto 1953 al 10 novembre 1954. Venne quindi pubblicato come album nell'aprile 1956 con le Éditions du Lombard, quindi ristampato nel gennaio 1987 con le Edizioni Blake e Mortimer . La storia è stata tradotta in quasi dieci lingue.
Edgar P. Jacobs fu particolarmente ispirato dal cinema espressionista tedesco degli anni '20, caratterizzato dall'opera in bianco e nero, i giochi d'ombra durante le sequenze notturne, e la presenza di uno scienziato pazzo e della sua creatura. Il volume, considerato il più completo ed emblematico di Jacobs, è diventato un riferimento nel mondo del fumetto franco-belga.

## Trama
In una piovosa notte a Londra, un misterioso criminale commette una serie di spettacolari furti con scasso firmati con la lettera greca M circondata da un cerchio in gesso giallo. Questa serie di crimini culmina con il furto della corona imperiale dalla torre di Londra. Nessuno sembra poter fermare questo misterioso personaggio soprannominato il "marchio giallo". Il capitano Francis Blake dell'Intelligence Service (MI5) viene quindi incaricato dal Home Office di assistere l'ispettore capo Glenn Kendall di Scotland Yard nelle sue indagini. Una sera, Blake e l'amico professor Mortimer trascorrono la serata al Centaur Club con Leslie Macomber, direttore del Daily Mail, Sir Hugh Calvin, giudice,  il professor Raymond Vernay, medico e Jonathan Septimus, psichiatra. Quella stessa sera, Vernay viene rapito dal Marchio Giallo, e il giorno successivo è il turno di Macomber. Non vi è dubbio che Calvin e Septimus saranno i prossimi obiettivi, e infatti anch'essi scompaiono nonostante la protezione della polizia.
Anche Mortimer decide di indagare sul caso scoprendo un nesso che lega le quattro vittime: un caso risalente al 1922 che riguardava la pubblicazione di un libro intitolato The Mega Wave (L'Onda Mega), scritto da un certo dottor Wade. Trova una copia del libro e scopre tutta la verità esaminandone il contenuto. Si reca immediatamente in taxi a Limehouse Dock dove il Marchio Giallo, che aveva dato a Blake un appuntamento in un magazzino abbandonato, ha appena tentato di assassinare il capitano. Quando Mortimer arriva sulla scena, il Marchio Giallo riesce a fuggire inseguito dal professore. Dopo un incredibile inseguimento, Mortimer trova finalmente il covo del Marchio Giallo, che si rivela essere Olrik, il nemico numero uno dei nostri eroi, manipolato dal dottor Septimus. 

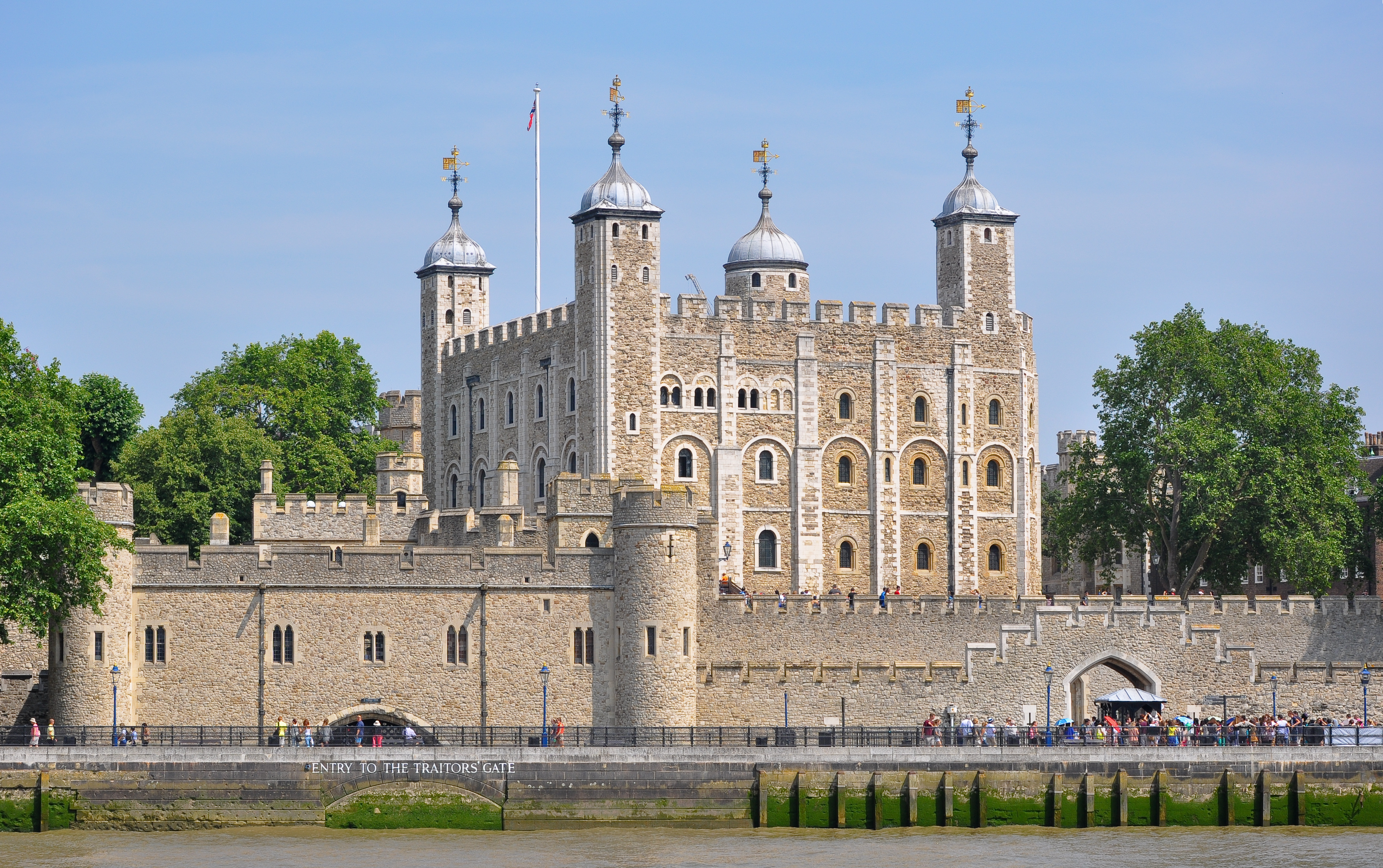
La Torre di Londra, dove si svolge la prima scena del fumetto.

Mortimer viene catturato, e a questo punto il dottor Septimus gli rivela tutta la verità. Trenta anni prima, lo psichiatra aveva pubblicato The Mega Wave con lo pseudonimo di dottor Wade. Nell'opera spiegava che il corpo umano era controllato da un'onda cerebrale - l'onda Mega - che era possibile manipolare. Al seguito di quell'opera venne deriso dalla comunità scientifica e dalla stampa, inclusi Vernay e Macomber. L'editore del libro fece causa per diffamazione nei confronti di Macomber, che vinse poi il processo grazie al giudice Calvin, profondamente contrario alle tesi del libro. Indignato dall'accoglienza riservata alle sue teorie e dalla morte del suo editore, Septimus partì per il Sudan come medico di guarnigione per dimenticare l'intera faccenda. Ma un giorno incontrò un uomo completamente pazzo che vagava nel deserto, senza sapere che fosse Olrik, il pericoloso criminale che aveva perso il senno in seguito a una maledizione tiratagli dallo sceicco Abdel Razek ne Il Mistero della Grande Piramide. Septimus pensò che quest'uomo disperato fosse la cavia ideale per mettere in pratica le idee che aveva espresso nel suo libro. Tornato a Londra, costruì, in un rifugio antiaereo sotto la sua casa, il telecefaloscopio, una macchina in grado di controllare l'onda Mega. Olrik, travestito, si allenò compiendo una serie di furti, per poi focalizzarsi sui veri obiettivi della vendetta di Septimus. In seguito, Septimus mostra a Mortimer le condizioni di Vernay, Macomber e Calvin, diventati docili schiavi dello scienziato pazzo.
Nel frattempo, iniziano le ricerche per trovare Mortimer e grazie all'autista del taxi che lo portò a Limehouse Dock, Blake e Kendall trovano la giacca di Mortimer e il libro The Mega Wave che consentono loro di scoprire la verità. La polizia fa irruzione in casa di Septimus e sblocca la porta di sicurezza che conduce alla cantina. Nel laboratorio sotterraneo, Mortimer, ricordando la formula magica di Abdel Razek, riesce a destabilizzare Olrik. Septimus, pazzo di rabbia, distrugge inavvertitamente la stazione di controllo del telecefaloscopio e Olrik, tornato in sé, si rivolta contro il suo padrone polverizzandolo con la sua stessa macchina. Quando Olrik è sul punto di attaccare Mortimer, gli uomini di Scotland Yard arrivano appena in tempo, ma il criminale riesce a fuggire. Nel finale, i prigionieri vengono rilasciati e la corona imperiale ritrovata, mentre scocca la mezzanotte del giorno di Natale.